# فرودگاه بلونا/انوا
فرودگاه بلونا/انوا (به انگلیسی: Bellona/Anua Airport) یک فرودگاه با کد یاتا BNY است . این فرودگاه در کشور ایتالیا قرار دارد .

## شرکت‌های هواپیمایی و مقصدهای پروازی
| شرکت‌های هواپیمایی | مقصدهای پروازی      |
| ----------------- | ------------------- |
| Solomon Airlines  | هونیارا، رنل-تینگوا |